# 盖乌斯·尤利乌斯·文德克斯
盖乌斯·尤利乌斯·文德克斯(约公元25年-68年)是一名罗马帝国卢格敦高卢总督。他出身于一个阿基坦尼亚的高卢家庭，在克勞狄一世时期获得了元老院议员地位。
 67-68年间，他起兵反抗罗马皇帝尼禄。文德克斯宣称要找一个更好的皇帝以取代尼禄。 根据历史学家卡西乌斯·狄奥记载，文德克斯身体强壮、精明能干、精于军事且富有进取心。(Cassius Dio, 63.22.1-2)。文德克斯宣称他支持塔拉科西班牙总督加尔巴为新的皇帝，然而
上日耳曼尼亞军团的指挥官卢基乌斯·维吉尼乌斯·鲁弗斯率军而来。双方的战役在维索提欧（Vesontio，今贝桑松）爆发。战役的情况不详，目前唯一能够确认的是，维吉尼乌斯和文德克斯在战斗开始前有过一次会面（但会谈内容不详）。在这之后，残存的少许史料显示，维吉尼乌斯的军队似乎在没有获得维吉尼乌斯命令的情况下主动发动了进攻。士兵们没有获得命令便主动进攻一事虽然真假未知，但这种行为产生的原因有可能是他们掠夺的渴望，或者是因为维吉尼乌斯对军队的控制力薄弱。 然而，在日耳曼军团击败文德克斯并得知尼禄死讯后，军团士兵拥护维吉尼乌斯称帝，并在维吉尼乌斯拒绝后尊重他的意见，这样的行为似乎并不能证明维吉尼乌斯不得军心或无力控制军队。因此，维索提欧战役的过程至今仍旧是一个历史谜团。无论如何，这场战役的结果是文德克斯战败并自杀。
68年6月，罗马皇帝尼禄自杀。加尔巴在军队和元老院的支持下，成为新皇帝。随后发行硬币纪念文德克斯，以感谢他曾经的支持。